# Slavofil
Slavofilul era un individ care apăra în mod necondiționat ideea supremației culturii slave asupra tuturor celorlalte, în special asupra celei vest-europene. În sens mai larg, termenul slavofilul se referă la un admnirator al culturii slave. 
Ca mișcare intelectuală, slavofilismul s-a dezvoltat în Rusia secolului al XIX-lea. Au fost mai multe mișcări distincte care ar putea fi caracterizate ca slavofile. Unele aflate la stânga spectrului politic, care considerau că ideile progresiste democratice sunt caracteristici intriseci ale societății ruse, așa cum ar fi demonstrat democrația primitivă din Republica Novgorodului. Alte mișcări slavofile se aflau la dreapta spectrului politic, ele susținând că tradițiile autocratice țariste sunt esența naturii ruse. 
Mișcarea își avea originile în Moscova anilor 1830. Scriind despre opera părinților Bisericii Ortodoxe, poetul Aleksei Homiakov (1804-1860) și prietenii săi au elaborat o doctrină tradiționalistă, conform căreia Rusia are propria ei cale de urmat și nu are nevoie să imite sau să copieze istituțiile occidentale. Slavofilii ruși acuzau cultura occidentală și "occidentalizarea" (politica de modernizare a Rusiei promovată de Petru cel Mare și Ecaterina cea Mare) ca pe niște influențe nefaste pentru Rusia, unii dintre ei mergând până acolo încât au adoptat modelele de îmbrăcăminte și tunsorile din perioada de dinainte de încoronarea țarului Petru I. 
Doctrinele lui Homiakov, Ivan Kireevski (1806-1856), Konstantin Aksakov (1817-1860) ca și a altora au avut un impact puternic asupra culturii ruse, incluzând școala de arhitectură a Renașterii Ruse, grupul celor cinci compozitori ruși, romancierul Nicolai Gogol, poetul Fiodor Tiutcev, lexicograful Vladimir Dal, etc. Lupta lor pentru puritatea limbii ruse avea ceva în comun cu viziunile estetice ale lui Lev Tolstoi. 
În sfera politică, slavofilii erau sprijinitorii mișcării panslaviste pentru unificarea tuturor slavilor sub conducerea țarului Rusiei și pentru eliberarea slavilor balcanici de sub jugul otoman. Războiul ruso-turc din 1877-1878 este considerat punctul culminant al slavofilismului militant, așa cum a fost ilustrat de carismaticul comandant Mihail Skobelev. 
Ar trebui subliniat faptul că majoritatea slavofililior erau liberali și fervenți sprijinitori ai emancipării iobagilor. Cenzura presei, iobăgia și pedeapsa capitală erau considerate influențe nocive occidentale. Din punct de vedere politic, erau susținătorii monarhiei parlamentare, așa cum a fost în evul mediu Zemski Soborurile. 
Scriitorii slavofili de mai târziu au dezvoltat o versiune conservatoare și antisemită a slavofilismului numită Pochvennichestvo (Reîntoarcerea la pământl). Această ideologie, așa cum a fost structurată de Constantin Pobedonosțev (conducătorul mirean al Sinodului Bisericii Ortodoxe Ruse), a fost adoptată ca ideologie oficială în timpul domniei împăraților Alexandru al III-lea și Nicolae al II-lea. Chiar și după victoria revoluției bolșevice, această filozofie a fost dezvoltată de gânditori religioși din emigrație, așa cum a fost Ivan Ilin (1883-1954).